# Suguru Itō
Suguru Itō (伊藤 卓?, Itō Suguru; Prefettura di Akita, 7 settembre 1975) è un ex calciatore giapponese, di ruolo centrocampista.

## Palmarès

### Club

#### Competizioni nazionali
- Coppa dell'Imperatore: 1

Nagoya Grampus: 1999
- Supercoppa del Giappone: 1

Nagoya Grampus: 1996